# Gérard de Brogne

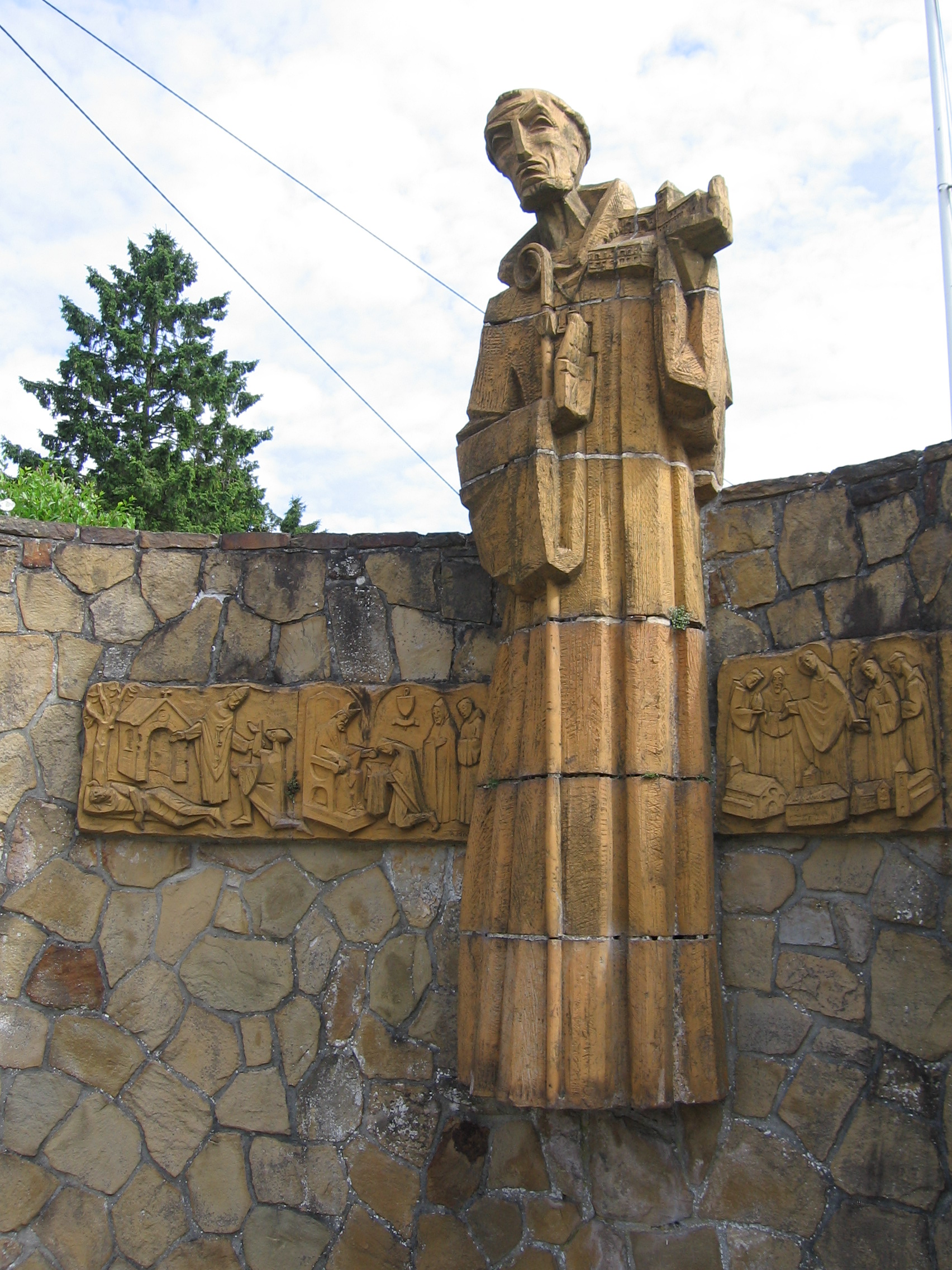
Gérard de Brogne

Gérard de Brogne oder Gerhard von Brogne (* um 885 in Stave, heute Mettet bei Namur; † 3. Oktober 959 in der Abtei Brogne bei Namur) war ein Adeliger, Abt, Klosterreformer und ist Heiliger der katholischen Kirche.

## Leben
Sein Vater Stance stammte aus herzoglichem Geschlecht und seine Mutter Plectrude war die Schwester von Stephan, Bischof von Lüttich. In seinen jungen Jahren stand er in Diensten des Grafen Berengar von Namur. Schon bald fühlte er sich jedoch zu einem geistlichen Leben hingezogen. 914 ließ er auf seinem Besitz in Brogne eine Kirche und ein Kanoniker-Stift erbauen. Während einer Reise nach Frankreich trat er 917/918 in das Benediktinerkloster Saint-Denis bei Paris ein. Nach seiner Priesterweihe kehrte er um 923 nach Brogne zurück und wandelte das Stift in ein Benediktinerkloster um. Von Saint-Denis brachte er Reliquien des hl. Eugenius von Toledo mit. Seine streng an der benediktinischen Ordensregel ausgerichtete Klosterzucht wirkte weit in den niederlothringischen und normannischen Raum hinein. 18 weitere Klöster wurden von Gerhard unter anderem im Auftrag des Herzogs Giselbert von Lothringen und des Grafen Arnulf von Flandern reformiert. Gegen Ende seines Lebens zog sich Gerhard wieder nach Brogne zurück. Kurz vor seinem Tod reiste er noch nach Rom, um sich die Privilegien für seine Abtei Brogne vom Papst bestätigen zu lassen. 959 starb er und wurde in seiner Abtei Brogne begraben. 1131 wurde er von Rom als Heiliger bestätigt. Sein Titularfest ist am 3. Oktober.